# 奇形症候群
奇形症候群（きけいしょうこうぐん、Malformative syndrome）とは、複数の特定の奇形を共通して持っていることで識別される先天性の病気。
複数の奇形を持って生まれる患者の中には、併発する奇形の組み合わせが、他の患者と共通したパターンになっている場合がしばしばある。このような、複数の患者に共通する併発奇形のパターンを奇形症候群と呼んでいる。

## 奇形症候群の原因
染色体異常や、体の形態を決定するために必要な遺伝子に異常がある遺伝子疾患などが、奇形症候群の原因となりえ、実際に奇形症候群の表現形となる染色体異常、遺伝子疾患が多数知られている。また、染色体上で近傍に位置する複数の遺伝子がまとめて障害された場合（隣接遺伝子症候群）も、奇形症候群となりうる。
一方、染色体・遺伝子に異常がなくとも、発生の過程で胚・胎児が障害を受けるために発症する奇形症候群もある。
これら原因が知られているものの他、原因不明だが特定の奇形が併発する奇形症候群も知られており、かつて原因不明であった奇形症候群の中には、発見後長期間（数十年以上）経ってから原因が判明したものもあるため、これら原因不明の奇形症候群についても原因の特定が望まれる。

## 奇形症候群の一覧

### 染色体異常
ここでは列挙のみ。詳しくは染色体異常を参照のこと。
- 21トリソミー（ダウン症候群）
- 18トリソミー（エドワーズ症候群）
- 13トリソミー（パトー症候群）
- 5p-（猫鳴き症候群）
- XO女性（ターナー症候群）
- XXY男性（クラインフェルター症候群）

など。

### 遺伝子異常
ここでは列挙のみ。詳しくは遺伝子疾患を参照のこと。
- Apert（アペール）症候群
- Crouzon（クルーゾン）病
- 22q11.2欠失症候群(CATCH22)
- Williams症候群
- Laurence-Moon-Biedl症候群
- Prader-Willi症候群
- Angelman症候群
- Kallmann症候群
- Aicardi症候群
- Miller-Dieker症候群
- Rubinstein-Taybi症候群
- Brachmann-de Lange症候群

### 発生過程における障害
絞扼輪症候群
妊娠中に羊膜が損傷を受け、生じた羊膜のひだが胎児の四肢に巻きつくことによって、その部分より末梢の血流が障害されて発生すると考えられている。
患者の四肢には絞扼輪と呼ばれる、紐で締め付けられたように細くなっている部分があり、絞扼輪より末梢は発育不全や欠損に至っている。知的障害は一切ない。
ほとんどの場合、羊膜が障害を受けた原因は不明。
先天性風疹症候群(Congenital Rubella Syndrome;CRS)
妊婦が、妊娠初期に風疹に感染した場合に、胎児に発生することもあるとされる症候群。
先天性心疾患、白内障、高度難聴、網膜症、発育障害、精神運動発達遅滞、血小板減少など多岐にわたる症状がみられる。
必ずしも風疹ウイルスに対する初感染によるものとは限らないと指摘されており、妊娠年齢に達した女性のみに免疫をつけるだけではCRSの予防としては不十分と考えられている。日本においては、2006年改正の予防接種法で、1歳および就学前年の2回、麻疹・風疹混合ワクチンを接種することとなっており、風疹の流行そのものを阻止する対策が採られている。
巨細胞封入体症
妊娠初期にサイトメガロウイルスに初感染することにより、胎児に発生する症候群。
頭蓋内石灰化、肝脾腫および肝障害、黄疸、小頭症、精神運動発達遅滞、痙攣、網膜炎などの症状を起こす。
肝障害や小頭症などの症状は出生後も進行する場合があり、抗ウイルス薬ガンシクロビルの投与により症状の進行阻止を図る。
先天性トキソプラズマ症
先天性梅毒
胎児性アルコール症候群
妊娠中の極端な飲酒が原因。
まれに特異顔貌、精神運動発達遅滞などの症状を来たす。

### 原因不明
VATER連合(ふぁーたーれんごう)
Verteblae(脊椎)、Anus(肛門)、Trachea(気管)、Esophagus(食道)、Renal(腎)or Radial(橈骨:前腕外側の骨)の頭文字をとってこう呼ばれる。
脊椎形成異常、鎖肛、食道閉鎖および気管食道瘻、四肢あるいは泌尿器系奇形のうちいくつかを合併するが、先天性心疾患の合併も多い。
CHARGE連合（チャージれんごう）
Coloboma（虹彩）欠損およびCranial nerves（脳神経）障害、Heart（心臓）、Atresia of Choanae（後鼻孔閉鎖）、Retardation of glowth or development（成長･発達の遅延）、Genitourinary anomalies（生殖器形成不全）、Ears anomalies（外耳・中耳・内耳の形成不全・障害）の頭文字をとってこう呼ばれる。
この場合の脳神経障害とは、顔面神経（顔面の筋肉の運動）、内耳神経（聴覚および平衡感覚）、舌咽神経･迷走神経（嚥下機能）の障害をさす。先天性心疾患は、18トリソミーなどに伴うものに比べれば軽度であることが多い。
2004年のLisenkaらのArray CGHとサンガー法による解析により、8番染色体8q12に位置するCHD7が原因遺伝子として報告されている (Nat Genet. 2004 Sep;36(9):955-7)。
ローレンス・ムーン・ビードル（Laurence-Moon-Biedl）症候群（LMBS）
肥満、夜盲、性器発育不全、多指症を五徴とする症候群。
原因は、先天疾患だがまだ遺伝子は特定されていない。常染色体劣性遺伝。
病態は、肥満は視床下部の満腹中枢の障害によると考えられている。
症状は、肥満、夜盲、知能低下、性器発育不全、多指症。
歌舞伎症候群/歌舞伎メーキャップ（kabuki make-up）症候群
新川と黒木によって発見された症候群で、新川-黒木症候群とも呼ばれる。目の形が下眼瞼外側1/3が外反（裏返って眼瞼が外にめくれている)しており、それが歌舞伎の隈取りのように見える。目(目元)以外の特徴的顔貌(外側1/3が疎な弓状の眉、先端がつぶれた鼻、短い鼻中隔、突出した大きく変形した耳介、手掌側の指先が渦巻きの指紋（渦状紋）でないにもかかわらず少し盛り上がっている（finger pad）)があり、それ以外には様々な程度の知的障害、側弯などの脊柱の異常、繰り返して起こる中耳炎、難聴、心血管系の奇形、口唇裂・口蓋裂、消化器異常、けいれん、内分泌異常、接触の問題などが起きる。
常染色体優性疾患。
2010年のNg SBらの10人の患者によるエクソーム解析により、KMT2D遺伝子(MLL2遺伝子)の変異が歌舞伎症候群の主要な原因である可能性が報告されている (Nat Genet. 2010 Sep;42(9):790-3)。後にKDM6A遺伝子にも原因があると言われるようになったものの、未だ原因不明もかなり多い。